# ジャガーノート 戦慄の扉
『ジャガーノート 戦慄の扉』（ジャガーノート せんりつのとびら）は、ウィルが開発、トンキンハウス（東京書籍のコンピュータゲームソフトブランド）が1998年11月19日に発売したプレイステーション用アドベンチャーゲームである。

## 概要
『MYST』タイプのアドベンチャーゲーム。全編プリレンダリングCGで構成され、移動時はムービーが再生され、高画質を実現・維持している。特定の場所（背景）を調べるとヒントやアイテムを得られ、それらを使って謎を解いていく。

## 物語
主人公のガールフレンドが悪魔に取り付かれ、悪魔祓いが行われるが効果がない。主人公が呼び出され、彼女の心の中に入り、原因を発見・解決するようにと神父に頼まれる。こうして主人公は彼女の精神世界へ入り、問題解決にあたる。

## 現実世界の登場人物
主人公
プレイヤー。ガールフレンドの精神世界を探索する。
ガールフレンド
悪魔にとり憑かれた女性。精神的な悩みや問題を抱えていた。
神父
ガールフレンドの悪魔祓いを担当する。しかし効果がなく、主人公に協力を呼びかける。

## 精神世界の登場人物
ネットワークする女性

女性の父親

ハッカー
非合法の臓器バイヤー。女性の臓器を狙い、ハッキングを仕掛けてくる。
研究施設に潜入した男性
施設で研究されているものを調べるため、潜入した工作員。
仲間の潜入員
施設の調査をサポートしてくれる。
研究施設のトップ

孤島に流れ着いた人物
主人公。村の一員に認められ、彼らと生活を共にする。
孤島の村の長老

孤島の村人

森の住人

悪魔
全ての元凶。精神世界の最後に現れる。アイテムを駆使して悪魔を倒せば、ガールフレンドは悪魔から開放され、ゲームクリアとなる。

## 精神世界
最初の世界
精神世界の入り口。夕日に染まる場所で、桟橋や塔などがある。
各世界への分岐
洋館のような屋内。これも精神の中。ここからより小さく分岐した世界へ移動する。この場所では主人公は、大人の体、子供の体、精神体と3種類に体を変化させる事ができ、それぞれの状態でしか通過できない通路が点在している。
ネットワーク世界
高度にネットワーク化された世界。登場する女性がネットワークを利用して楽しんでいるが、ハッカー（正確にはクラッカー）に命を狙われ、その対処に迫られる。
プリズン世界
未来の刑務所のような世界。刑務所とは名ばかりの、怪しげな研究が行われている様子がある。
孤島世界
周りを海に囲まれた孤島の世界。ある場所に虹がかかると、この世の終わりだという話が伝えられている。村人が殺されるという殺人事件が起こり、主人公に容疑がかけられる。主人公は事件解決のため動くこととなる。
森の世界
森の只中にある世界。所々に家が建っている。

## 隠しシナリオ
1度クリアすると隠しシナリオを遊べる。そのシナリオは意味深い内容が描かれており、その真相は様々に解釈できる。開発スタッフもこのシナリオが意味する事は、プレイヤー各人の解釈に全て委ねているとコメントしている。